# 1-я армия противовоздушной и противоракетной обороны особого назначения
1-я ордена Ленина армия противовоздушной и противоракетной обороны особого назначения — оперативно-стратегическое объединение Вооружённых сил Российской Федерации, предназначенное для стратегической обороны России от угроз с воздуха и из космоса. До августа 2015 года носила наименование Ордена Ленина командование противовоздушной и противоракетной обороны (КПВиПРО). 
Сокращённое наименование — 1 А ПВО и ПРО ОсН.

## Формирование
В рамках дальнейшего развития Вооружённых сил Российской Федерации 1 декабря 2011 года создан новый род войск — Войска воздушно-космической обороны (ВВКО), Управление ордена Ленина оперативно-стратегического командования воздушно-космической обороны было переформировано в Ордена Ленина командование противовоздушной и противоракетной обороны с дислокацией в городе Балашихе Московской области.
В 2013 году осуществлено перевооружение 93-го зенитного ракетного полка (зрп) 4-й бригады ПВО на ЗРС С-400 «Триумф», 108-го зрп 6-й бригады ПВО — на ЗРС С-300ПМ1, поставка боевых машин ЗРПК «Панцирь-С» в воинские части ЗРВ командования.
В 2014 году проводились мероприятия по перевооружению 549-го зрп 5-й бригады ПВО на ЗРС С-400 «Триумф», продолжалось оснащение подразделений радиотехнических войск (РТВ) перспективными радиолокационными станциями (РЛС) типа «Небо», «Подлёт», «Каста», «ВВО», «Сопка», «Обновление» и др., поставлялись в войска средства АСУ и связи нового поколения.

## История организационного строительства
Воздушная оборона Москвы ведёт своё начало с 25 апреля 1918 года, когда военным руководителем Московского района был издан приказ № 01 от 25.04.1918 г., в соответствии с которым образовано Управление воздушной обороны Москвы.
Части, соединения и объединения, выполнявшие задачи ПВО Москвы в зависимости от сложившейся обстановки и решаемых задач имели различные организационные формы:
- Управление воздушной обороны Москвы (с 25.04.1918 г.);
- 1-й отдельный территориально-позиционный зенитный артиллерийский дивизион (1924)
- 31-й отдельный зенитный артиллерийский дивизион (1924—1929);
- 1-я бригада ПВО (с 21.09.1929 г.);
- 1-я дивизия ПВО (с 17.08.1931 г.);
- 1-й корпус ПВО (с 11.01.1938 г.);
- Московская зона ПВО (с июня 1941 г.);
- Московский корпусной район ПВО (27.12.1941 г.)[1] в составе Московского военного округа;
- Московский фронт ПВО (с 5 апреля 1942 года)[2]
- Особая Московская армия ПВО (с 29 июня 1943 года)[3];
- Московская группа ПВО Центрального фронта ПВО (с 24 декабря 1945 г.)[4];
- Войска ПВО Москвы Центрального фронта ПВО (с марта 1945 г.)[4];
- Войска ПВО Москвы Центрального округа[5] (с 25 октября 1945 года);
- Войска ПВО Москвы Северо-Западного округа[6] (с 23 мая 1946 года);
- Московский район ПВО[7] (с 14 августа 1948 года);
- Ордена Ленина Московский округ ПВО[8] (с 20 августа 1954 года);
- Ордена Ленина Московский округ ВВС и ПВО (с 1998 года);
- Ордена Ленина командование специального назначения(с 1 сентября 2002 года);
- Ордена Ленина объединённое стратегическое командование воздушно-космической обороны (с 1 июля 2009 года);
- Ордена Ленина командование противовоздушной и противоракетной обороны (с 1 декабря 2011 года);
- 1-я ордена Ленина армия противовоздушной и противоракетной обороны особого назначения (с 2015 года).

## Переформирование
В августе 2015 году в связи с формированием нового вида Вооружённых сил Российской Федерации — Воздушно-космических сил Российской Федерации Ордена Ленина командование противовоздушной и противоракетной обороны переформировано в 1-ю ордена Ленина армию противовоздушной и противоракетной обороны особого назначения.

## Командующий
- Прудников, Виктор Алексеевич — 08.1989—08.1991,
- Корнуков, Анатолий Михайлович — 08.1991—01.1998,
- Васильев, Геннадий Борисович — 01.1998—09.2002,
- Соловьёв, Юрий Васильевич — 09.2002—07.2008,
- Разыграев, Сергей Николаевич — 07.2008—06.2009,
- Тишкевич, Леонид Эдуардович — 06.2009—2010,
- Иванов, Валерий Михайлович — 2010—11.2011,
- Попов, Сергей Владимирович — 11.2011—03.2013,
- Кураченко, Павел Павлович — 03.—12.2013,
- Дёмин, Андрей Геннадьевич —  12.2013 — 2021
- Огиенко, Константин Александрович — 2021 - 2023
- Никитин, Игорь Валерьевич — с 2023

## Состав
- 4-я дивизия ПВО, в/ч 52116 (Московская обл., г. Долгопрудный)
- 5-я дивизия ПВО, в/ч 52096 (Московская обл., Ленинский район, дер. Петровское)
- 9-я дивизия ПРО, в/ч 75555 (Московская обл., пгт Софрино)
- 32-я дивизия ПВО имени трижды Героя Советского Союза маршала авиации А. И. Покрышкина, в/ч 40963 (Тверская обл., г. Ржев)
- 590-й отдельный радиотехнический узел загоризонтного обнаружения воздушных целей, в/ч 84680 (Мордовия, г. Ковылкино)
- 54-й узел связи, в/ч 74129 (г. Москва)
- Управление строительства и расквартирования, в/ч 58122 (г. Москва)
- 1786-й центральная база измерительной техники, в/ч 74143 (Московская обл., г. Щёлково)[9]

## Почётные наименования
- 4-й бригаде ПВО 19 октября 2013 года Указом Президента Российской Федерации № 784 присвоено почётное наименование «имени Героя Советского Союза генерал-лейтенанта Кирпикова Бориса Петровича».
- 6-й бригаде ПВО 19 октября 2013 года Указом Президента Российской Федерации № 785 присвоено почётное наименование «имени трижды Героя Советского Союза маршала авиации Покрышкина Александра Ивановича».